# Зоря Лейтена
Зоря Ле́йтена — одиночна зоря з великим власним рухом. Розташована в сузір'ї Малого Пса. Перебуває на відстані 12,36 світлового року (3,79 парсека) від Сонця. Названа на честь астронома Віллема Якоба Лейтена. 
Ефективна температура зовнішньої оболонки зірки порівняно низька — 3150 K, що відповідає характеристиці тьмяного червоного карлика спектрального класу M 3.5V. Маса зорі — близько чверті маси Сонця, а діаметр, за даними програми RECONS, становить від 11 до 33 % діаметра Сонця. Астрометричний аналіз знімків зорі, зроблених між 1937 і 1980 роками, давав змогу припустити, що навколо неї обертається щонайменше один масивний об'єкт, схожий на юпітероподібну планету. Зорю було визначено першочерговою метою для Space Interferometry Mission, однак 2010 року цю місію було припинено. До 2011 року ніяких публікацій чи повідомлень про виявлення планет або супутників не було. 
Приблизно 13—14 тис. років тому зоря Лейтена пройшла на мінімальній відстані від Сонця — 3,67 парсека. Зараз вона віддаляється. Приблизно 600 років тому зоря Лейтена пройшла на мінімальній відстані від Проціона — близько 1,12 світлового року.
Найближча до зорі Лейтена зоря — Проціон, віддалений на 1,2 світлового року. На небі гіпотетичної планети системи Проціона зоря Лейтена мала б видимий блиск −4,5m. Зоря Проціон A з орбіти гіпотетичної планети зорі Лейтена мала б видимий блиск −7m. 

## Художня література
- У циклі оповідань і романів Ларрі Нівена про вигаданий всесвіт «Відомий космос» («Освоєний космос», англ. Known Space) згадується зоря Лейтена[прим. 1].
- У дебютній фантастичній розповіді Генріха Альтова «Ікар і Дедал» є планетна система зорі Лейтена.